# AZS-AWF Warszawa (rugby)
AZS-AWF Warszawa – polski klub rugby (union i seven)  z Warszawy kontynuujący tradycje założonego w 1956 zespołu AZS-AWF Warszawa. Jeden z najbardziej utytułowanych klubów rugby w Polsce. 16-krotny mistrz Polski, 3-krotny zdobywca Pucharu Polski. Zajmuje pierwsze miejsce w klasyfikacji medalowej Mistrzostw Polski w rugby. Od 2012 roku działa też sekcja rugby 7 kobiet.
AZS-AWF Warszawa jest pierwszym historycznym mistrzem Polski w oficjalnych rozgrywkach PZR.

## Sukcesy
- Mistrzostwo Polski: 16 razy 1957, 1958, 1962, 1963, 1972, 1973, 1977, 1979, 1980, 1981, 1982, 1984, 1985, 1986, 1988, 2008
- Wicemistrzostwo Polski: 9 razy
- Trzecie miejsce: 10 razy
- Puchar Polski: 1981, 1983, 2007